# Unterseeboot type U 9
L'Unterseeboot type U 9 était une classe de sous-marins (Unterseeboot) côtiers construite en Allemagne pour la Kaiserliche Marine avant la Première Guerre mondiale.

## Conception
L'U-Boot de type U 9 avait une longueur totale de 57,38 m, sa coque pressurisée mesurait 48 m de long. La largeur du bateau était de 6 m hors-tout, tandis que la coque pressurisée mesurait 3,65 m de large. Son tirant d'eau était de 3,13 m pour une hauteur totale de 7,05 m. Le bateau déplaçait 493 t lorsqu'il faisait surface et 611 t lorsqu'il était immergé.
Le type U 9 était équipé de deux moteurs Körting à kérosène 8 cylindres et deux moteurs Körting 6 cylindres à deux temps d'une puissance totale de 1 000 CV (735 kW ; 986 ch) pour une utilisation en surface et de deux moteurs électriques Siemens-Schuckert à double effet plus deux moteurs électriques d'une puissance totale de 1 160 CV (853 kW ; 1 144 ch) pour une utilisation sous-marine. Ces moteurs actionnaient deux arbres, chacun avec une hélice de 1,45 m, ce qui donnait au bateau une vitesse de surface de 14,2 nœuds (26,3 km/h), et de 8,1 nœuds (15,0 km/h) lorsqu'il était immergé. L'autonomie était de 1 800 milles nautiques (3 300 km) à 14 nœuds (26 km/h) en surface et de 80 milles marins (150 km) à 5 nœuds (9,3 km/h) sous l'eau. La profondeur de plongée était de 50 m.
L'U-boot était armé de quatre tubes lance-torpilles de 50 cm, deux à l'avant et deux à l'arrière, et transportait six torpilles. À l'origine, le sous-marin était équipé d'une mitrailleuse, qui a été complétée par un canon Hotchkiss de 3,7 cm (1,5 in) lorsque la guerre a éclaté en 1914. En 1915, une mitrailleuse supplémentaire de 5 cm a été installée.
L'effectif de ces U-Boote était de 4 officiers et 31 matelots.
| Bateaux    | Nbr | Chantier naval             | no fabrique | Construction |
| ---------- | --- | -------------------------- | ----------- | ------------ |
| U-9 à U-12 | 4   | Kaiserliche Werft à Danzig | 4 - 7       | 1908 - 1911  |

## Liste des sous-marins type U 9
Quatre exemplaires de sous-marins de type U 9 ont été construits :
- SM U-9
- SM U-10
- SM U-11
- SM U-12

### Source de la traduction
- (en) Cet article est partiellement ou en totalité issu de l’article de Wikipédia en anglais intitulé « German Type U 9 submarine » (voir la liste des auteurs).